# Lonchura forbesi
Lonchura forbesi là một loài chim trong họ Estrildidae.